# Окар, Эмманюэль
Эмманюэль Окар (фр. Emmanuel Hocquard, 11 апреля 1940, Канны, Франция — 27 января 2019) — французский поэт, автор более 20 книг поэзии, эссе, переводчик античной и современной американской поэзии, издатель; одна из самых крупных фигур современной французской поэзии.

## Биография и творчество
Детство Окара прошло в Танжере (Марокко). По образованию филолог-классик. Вместе с художницей Ракель возглавлял небольшое издательство «Оранж. Экспорт Лтд»(1973—1986). Вместе с Клодом Руайе-Журну выпустил две антологии современной американской поэзии(1986, 1989 гг.). Основал (1989) и возглавлял «Un bureau sur l’Atlantique» — общество содействия отношениям между французскими и американскими поэтами. Вместе с художником Александром Делаем Окар снял фильм «Путешествие в Рейкьявик»(1994), описывающий методы обоих, совмещающего видеокадры, фотографии и текст и выпустил по этому фильму книгу(1997).
Его первые книги были сразу замечены критикой, его авторитет был неизменно высок. Для сборника «Элегия номер 5» (1978) характерно пространное описание того, что окружает поэта, обрывки воспоминаний, разговоров. В сборнике «Город и островок» автор, напротив, скуп на слова, но то немногое что сказано должно стать основой для размышления. «Теория столов» является словно продолжением или «негативом» цикла «серия Бодлер» Майкла Палмера.
Окару близко творчество таких поэтов как Чарльз Резникофф, Майкл Палмер, Клод Руайе-Журну, Анн-Мари Альбиак. Для Окара также важен своеобразно понятый Витгенштейн. Поэт рассматривает поэзию как труд по очищению и прояснению мысли, но наиболее точное и изначальное воспринимается как наиболее тёмное и необычное. Окар принципиально отказывается от эмоций, звукописи, метафор, эпитетов. Задача поэта — сосредоточиться на самом языке и его функционировании. Поэту свойственен «принцип отброшенного ключа». Образ, раз возникнув, приобретает значение устойчивой формулы, связка понятий превращается во взаимозаменяемые синонимы, непонятные непосвящённым. Или это словно археология, черепки цивилизации, которую нельзя воссоздать в прежнем виде. Поздний Окар пишет также пародийные детективы. Здесь уже не археология, а настоящее оказывается фрагментарным, сопротивляющимся толкованию.

## Работы
- 1978 — Альбом видов виллы Харрис
- 1981 — Город или островок
- 1989 — Мыс Доброй Надежды
- 1990 — Элегии
- 1992 — Теория столов
- 1998 — Тест на одиночество
- 2003 — Изобретение стекла